# Edwardsina
Genre
Edwardsina est un genre d'insectes diptères nématocères de la famille des Blephariceridae.

## Liste d'espèces
Selon BioLib (3 avril 2019) :
- Edwardsina affinis Zwick, 1977
- Edwardsina alticola Zwick, 1977
- Edwardsina australiensis Tillyard, 1922
- Edwardsina bison Zwick, 2006
- Edwardsina bubalus Zwick, 1977
- Edwardsina confinis Tonnoir, 1924
- Edwardsina confusa Zwick, 1981
- Edwardsina ferruginea Tonnoir, 1924
- Edwardsina fimbriata Zwick, 2006
- Edwardsina gigantea Zwick, 1977
- Edwardsina montana Tonnoir, 1924
- Edwardsina pilosa Zwick, 1977
- Edwardsina plicata Zwick, 1977
- Edwardsina polymorpha Zwick, 1977
- Edwardsina reticulata Zwick, 1977
- Edwardsina similis Tonnoir, 1924
- Edwardsina soror Zwick, 1977
- Edwardsina spinosa Zwick, 1977
- Edwardsina tasmaniensis Tonnoir, 1924
- Edwardsina torrentium Zwick, 1977
- Edwardsina williamsi Zwick, 1977